# Theodore Airport
Theodore Airport är en flygplats i Australien. Den ligger i kommunen Banana och delstaten Queensland, omkring 400 kilometer nordväst om delstatshuvudstaden Brisbane.
Trakten runt Theodore Airport är nära nog obefolkad, med mindre än två invånare per kvadratkilometer.. Närmaste större samhälle är Theodore, nära Theodore Airport.
I omgivningarna runt Theodore Airport växer huvudsakligen savannskog. Genomsnittlig årsnederbörd är 839 millimeter. Den regnigaste månaden är januari, med i genomsnitt 170 mm nederbörd, och den torraste är augusti, med 16 mm nederbörd.